# Stenygrocercus alphoreus
Stenygrocercus alphoreus – gatunek pająka z infrarzędu ptaszników i rodziny Euagridae.

## Taksonomia
Gatunek ten opisany został po raz pierwszy w 1991 roku przez Roberta Ravena. Jako lokalizację typową wskazano Port Boisé na Nowej Kaledonii.

## Morfologia
U jedynej zmierzonej samicy ciało ma 10 mm długości przy prosomie długości 4,2 mm i szerokości 3,3 mm, a opistosmie (odwłoku) długości 4,3 mm i szerokości 2,7 mm. Karapaks jest żółtobrązowy z brązowymi brzegami i brązowymi łatkami, porośnięty delikatnymi, falistymi, czarnymi włoskami. Ośmioro oczu rozmieszczonych jest na planie prostokąta. Oczy pary przednio-środkowej leżą na wzgórku, w widoku grzbietowym nieco bardziej z tyłu niż pary przednio-bocznej, natomiast oczy pary tylno-środkowej leżą bardziej z przodu niż pary tylno-bocznej. Jamka karapaksu jest krótka, prosta, opatrzona jedną parą szczecinek fowealnych. Nadustek jest niski. Żółtobrązowe szczękoczułki mają 6 ząbków na przedniej krawędzi bruzdy, 8 mniejszych ząbków na tylnej krawędzi bruzdy, a w nasadowo-środkowej części bruzdy dwa drobne ząbki i od 10 do 15 ziarnistości. Barwa wargi dolnej, szczęk i sternum jest żółtobrązowa. Odnóża są żółtawobrązowe, pozbawione obrączkowania, o trichobotriach rozmieszczonych w dwóch szeregach na goleniach, jednym, prostym, liczącym 9 sztuk szeregu na nadstopiach i jednym, prostym, liczącym 6 sztuk szeregu na stopach. Pazurki parzyste mają od 6 do 15 ząbków rozmieszczonych w S-kształtnym szeregu, a pazurek trzeci od jednego do trzech ząbków. Opistosoma jest z wierzchu ciemnobrązowa z nieregularną, bladą łatą na przedzie i czterema parami białym pasków, od spodu zaś ciemnobrązowa z pomarańczowymi wieczkami płuc. Kądziołki przędne są żółtobrązowe z wierzchu i brązowe od spodu. Genitalia samicy zawierają cztery spermateki o prostych nasadach, dwu lub trzykrotnie skręconych częściach środkowych i powiększonych zbiornikach szczytowych.

## Ekologia i występowanie
Pająk ten endemicznie występuje w najdalej na południe wysuniętej części równikowych lasów deszczowych Nowej Kaledonii. Na zboczach konstruuje kurtynowate sieci łowne z białej przędzy. Do budowy wyściełanych przędzą norek wykorzystuje szczeliny w glebie, pomiędzy skałami oraz wnętrza wypróchniałych korzeni i kłód.